# Сведбанк (стадіон)
«Сведбанк» (швед. Swedbank stadion) — футбольний стадіон у Мальме, Швеція. Використовується для проведення футбольних матчів за участю футбольного клубу Мальме ФФ і замінив стадіон «Мальме». Стадіон зможе вмістити 24 000 глядачів 18 000 сидячих і 6 000 стоячих місць або 21 000 тільки сидячих місць у міжнародних матчах.

## Історія
12 липня 2007 року футбольний клуб Мальме ФФ оголосив, що вони продали права на назву нової арени шведському банку «Swedbank».
Відкритий 13 квітня 2009 року матчем Мальме ФФ — «Ергрюте», на грі були присутні 23 347 глядачів. Перший гол на новому стадіоні забив півзахисник «господарів» Лабінот Харбузі.
Арена приймала гостей Молодіжного чемпіонату Європи (до 21 року) 2009. На «Сведбанку» проходили три матчі групи A, а також фінальний матч. На час чемпіонату був перейменований у «Мальме Нью Стедіум» (англ. Malmö New Stadium).

## Галерея

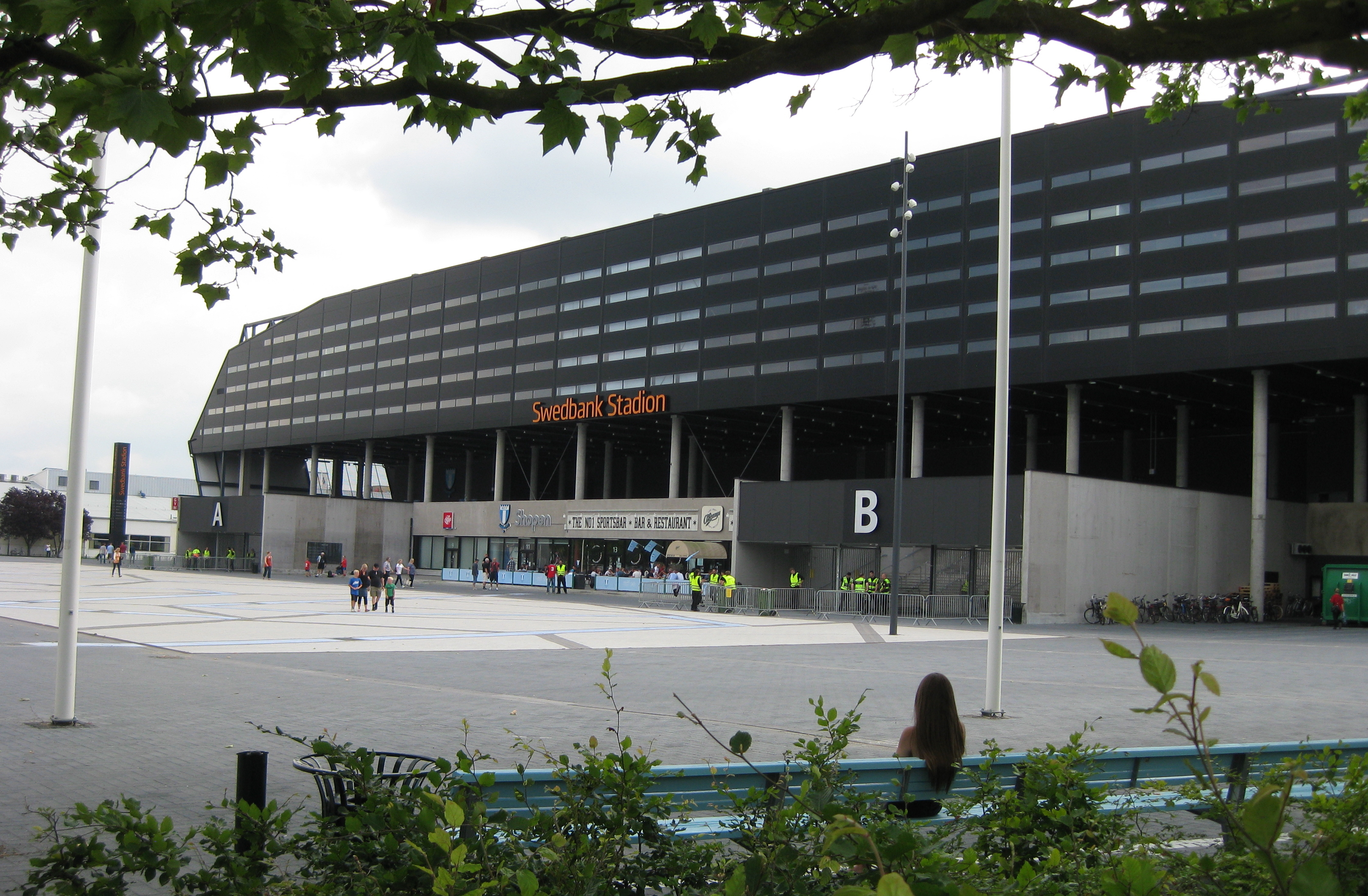
Головний вхід на стадіон
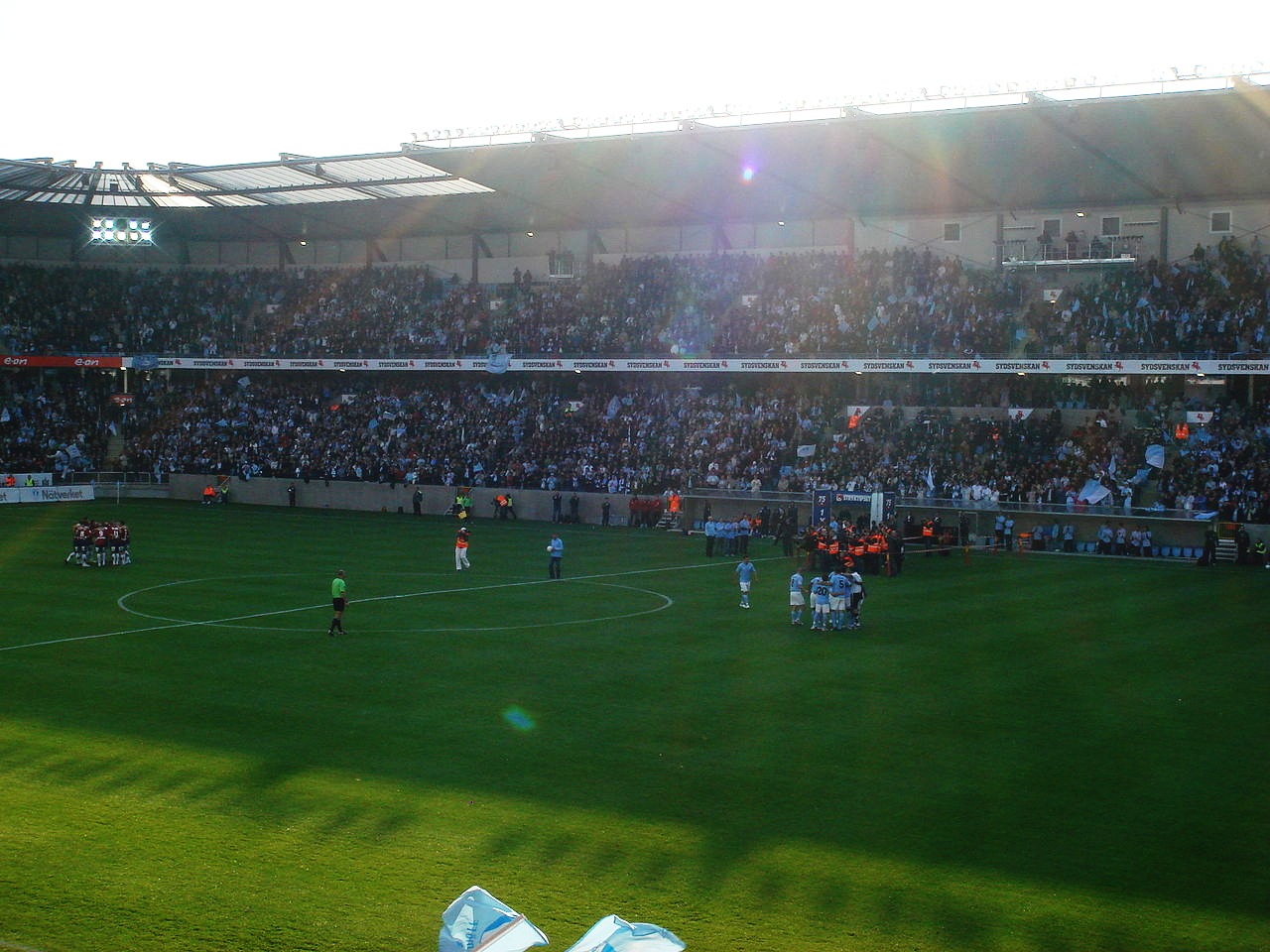
Заповнений «Сведбанк» під час свого першого матчу. 13 квітня 2009 року.
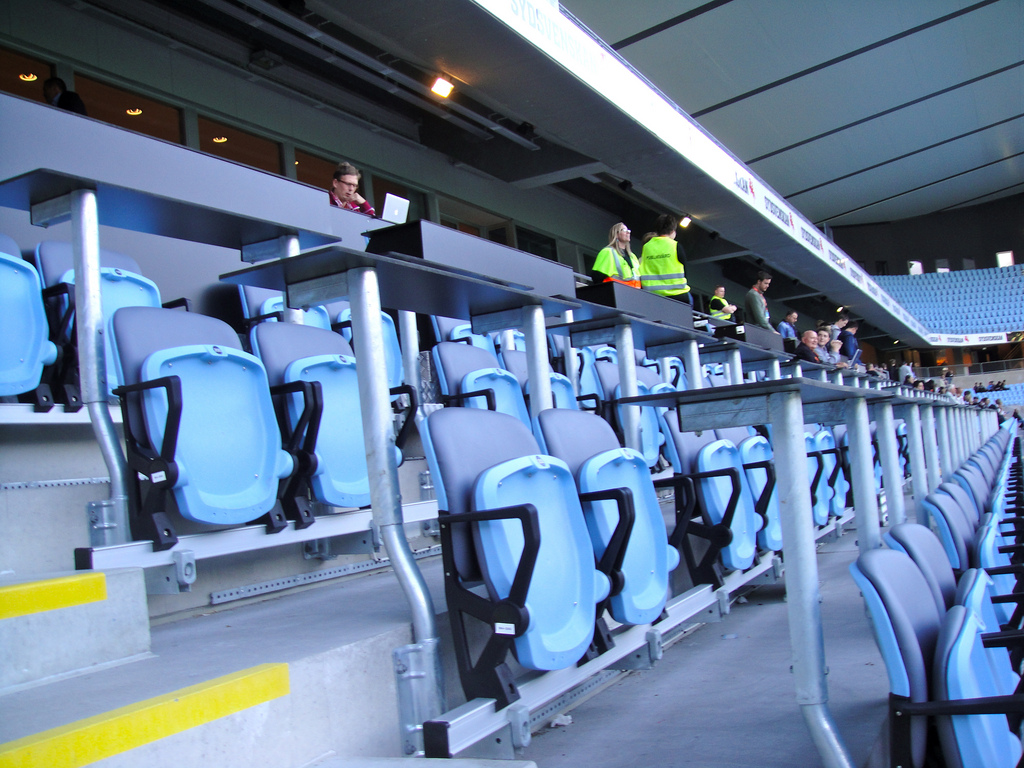
Місця для преси на стадіоні
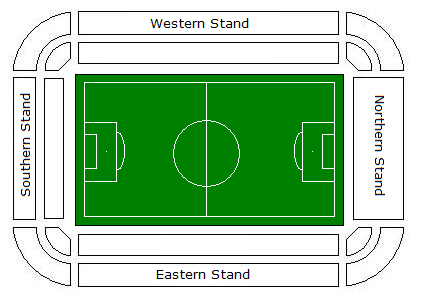
Схема стадіону